# Walturdaw Company Limited
Walturdaw Company Limited – brytyjska wytwórnia filmowa i firma dystrybucyjna. Została założona przez J.D. Walkera, Edwarda George’a Turnera i G.H. Dawsona. Nazwa przedsiębiorstwa pochodzi od połączenia pierwszych sylab ich nazwisk. Była pierwszym brytyjskim przedsiębiorstwem filmowym.
Turner i Walker zaczęli współpracować już ok. 1896/97. Początkowo podróżowali po Wielkiej Brytanii z kinetoskopem, następnie zajęli się wypożyczaniem filmów, co czyni ich pierwszymi brytyjskimi dystrybutorami. Początkowo działali pod nazwą North American Entertainment Company, a następnie jako Turner and Walker. Przypisuje im się pomysł wprowadzenia oficjalnej daty wejścia filmu do dystrybucji.
W 1904 r. do Turnera i Walkera dołączył były klient, nauczyciel G.H. Dawson. Wtedy też zarejestrowano firmę pod nazwą Waltudraw. Rok później zajęli się własną produkcją filmową. Do 1919 r. wyprodukowali trzy filmy pełnometrażowe. W 1907 r. zaprezentowali własny system synchronizacji obrazu z dźwiękiem – Cinematophone.
Firma zakończyła działalność dystrybucyjną i producencką w 1924 r. Przez parę kolejnych lat działała jako dostawca sprzętu kinowego – Walturdaw Cinema Supply Co. Ltd.